# Tonight (Prison Break)
Tonight este al  episod al serialului de televiziune Prison Break, al  al sezonului 1.